# Veseciszta
A veseciszta a veseszövetben jelentkező, folyadékkal teli, jóindulatú elváltozás, amelyet az esetek többségében véletlenszerűen fedeznek fel, valamely más betegség miatt végzett vizsgálat során. Férfiaknál gyakrabban fordul elő. A veseciszták lehetnek aprók és nagyobbak is. Csupán az utóbbiak igényelnek kezelést, panasz jelentkezése esetén. 
Meglévő, de panaszt nem okozó veseciszta esetén is érdemes pár évente felkeresni a kezelőorvost kontrollvizsgálat céljából. A ciszták száma és nagysága az évek alatt nőhet.

## A betegség tünetei
A veseciszták az esetek legnagyobb részében nem okoznak tüneteket. Nagyobb ciszták esetében hastáji fájdalom és nyomás jelentkezhet. A betegségnek létezik egy öröklődő változata is, a policisztás vese, ez gyakran súlyosabb tüneteket okoz, és esetenként halálhoz is vezet.

## Kezelés, terápia
A ciszták – jóindulatú jellegükből fakadóan – csak panasz esetén kerülnek kezelésre. Ilyenkor általában műtéti eljárással távolítják el/engedik le a cisztákat. Ha a ciszta fertőzés következtében alakult ki, úgy az alapbetegséget is kezelik, általában antibiotikum-terápiával.